# 栗原幸夫
栗原 幸夫（くりはら ゆきお、1927年 - ）は、日本の文芸評論家、新左翼運動家。

## 人物
東京生まれ。1950年慶應義塾大学経済学部卒業。青木書店、『週刊読書人』、『日本読書新聞』の編集部に勤務のかたわら、小田切秀雄、埴谷雄高に師事。1946年頃日本共産党に入党、50年問題で除名される。六全協後に復党するも、1961年に党中央批判の文書を公開して再び除名される。1960年代後半、共産主義労働者党員とベ平連の一員として過ごす。池田浩士、天野恵一らと連動して新左翼運動に関わり、反日本共産党の立場から社会主義運動史、プロレタリア文学史を研究。共産党系を排除したあとの新日本文学会の中心的な人物として活躍した。

## 著書
- 転形期の政治と文学 芳賀書店 1964 (今日の状況叢書)
- プロレタリア文学とその時代 平凡社 1971  のちインパクト出版会
- 死者たちの日々 三一書房 1975
- 肩書きのない仕事 三一書房 1977
- 歴史の道標から 日本的<近代>のアポリアを克服する思想の回路 れんが書房新社 1989
- 世紀を越える この時代の経験 社会評論社 2001
- 未来形の過去から 無党の運動論に向って  インパクト出版会 2006

## 編著
- 芸術の革命と革命の芸術（編著）社会評論社 1990 (思想の海へ「解放と変革」14)
- 革命幻談・つい昨日の話 聞き手:池田浩士,天野恵一 社会評論社 1990
- 埴谷雄高語る  河合文化教育研究所 1994
- コメンタール戦後50年 第1巻 戦後の始まり（編）社会評論社 1995
- 市民運動のためのインターネット 民衆的ネットワークの理論と活用法　小倉利丸共編著 社会評論社 1996
- 歴史のなかの「戦後」（編）河合ブックレット 1996
- 廃墟の可能性 現代文学の誕生（責任編集）インパクト出版会 1997 (文学史を読みかえる 1)
- 大転換期 「60年代」の光芒 （編）インパクト出版会 2003 (文学史を読みかえる 6)